# Курячевская волость
Курячевская во́лость — историческая административно-территориальная единица Старобельского уезда Харьковской губернии с центром в слободе Курячовка.
По состоянию на 1885 год состояла из 4 поселений, 4 сельских общин. Население — 6550 человек (3201 мужского пола и 3349 — женского), 885 дворовых хозяйств.
|                        | Площадь, десятин | В том числе пахотной, дес. |
| ---------------------- | ---------------- | -------------------------- |
| Сельских общин         | 16851            | 15189                      |
| Частной собственности  | —                | —                          |
| Казенной собственности | 887              | 887                        |
| Другой собственности   | 166              | 166                        |
| В целом                | 17904            | 16242                      |

Поселение волости по состоянию на 1885 год:
- Курячовка — бывшая государственная слобода при реке Деркул в 61 версте от уездного города, 3161 человек, 395 дворовых хозяйств, православная церковь, школа, лавка.
- Пушкари — бывший государственный хутор при реке Деркул, 1049 человек, 151 дворовое хозяйство.
- Кононовка — бывшая государственная слобода при реке Деркул, 1131 человек, 159 дворовых хозяйства, православная церковь.
- Лимаревка — бывшая государственная слобода при реке Деркул, 1209 человек, 180 дворовых хозяйств, православная церковь, школа.

Крупнейшие поселения волости по состоянию на 1914 год:
- слобода Курячовка — 4125 жителей;
- слобода Лимаревка — 1856 жителей;
- слобода Кононовка — 1456 жителей;
- хутор Пушкари — 1911 жителей.

Старшиной волости был Марк Прокопович Филин, волостным писарем — Яков Константинович Тимошев, председателем волостного суда — Алексей Иванович Белокобельский.